# Microplitis melianae
Microplitis melianae är en stekelart som beskrevs av Henry Lorenz Viereck 1911. Microplitis melianae ingår i släktet Microplitis och familjen bracksteklar. Inga underarter finns listade i Catalogue of Life.